# 信用組合愛知商銀
信用組合愛知商銀（しんようくみあいあいちしょうぎん）は愛知県名古屋市中村区に本店を置く地域信用組合である。在日韓国人系の信用組合である商銀信用組合のひとつ。

## 概要
愛知県および三重県を営業地域としている。
100%出資の子会社として、SGパートナー株式会社がある。

## 沿革
- 1954年（昭和29年）12月 - 名古屋市東区に金剛信用組合として設立
- 1958年（昭和33年）12月 - 信用組合愛知商銀と改称
- 1960年（昭和35年）7月 - 岡崎支店を開設
- 1962年（昭和37年）8月 - 一宮支店を開設
- 1964年（昭和39年）10月 - 今池支店を開設
- 1968年（昭和43年）4月 - 豊橋支店を開設
- 1985年（昭和60年）9月 - 柴田支店を開設
- 1989年（平成1年）11月 - 春日井支店を開設
- 2002年（平成14年）
  - 2月 - 信用組合三重商銀の事業を譲り受け、津支店、四日市支店を開設
  - 12月 - 熱田支店、上飯田支店を廃止
- 2004年（平成16年）12月 - 瀬戸支店、豊田支店を廃止
- 2006年（平成18年）12月 - 四日市支店を廃止
- 2019年（令和元年）5月 - 本店を現在地に移転

## 店舗

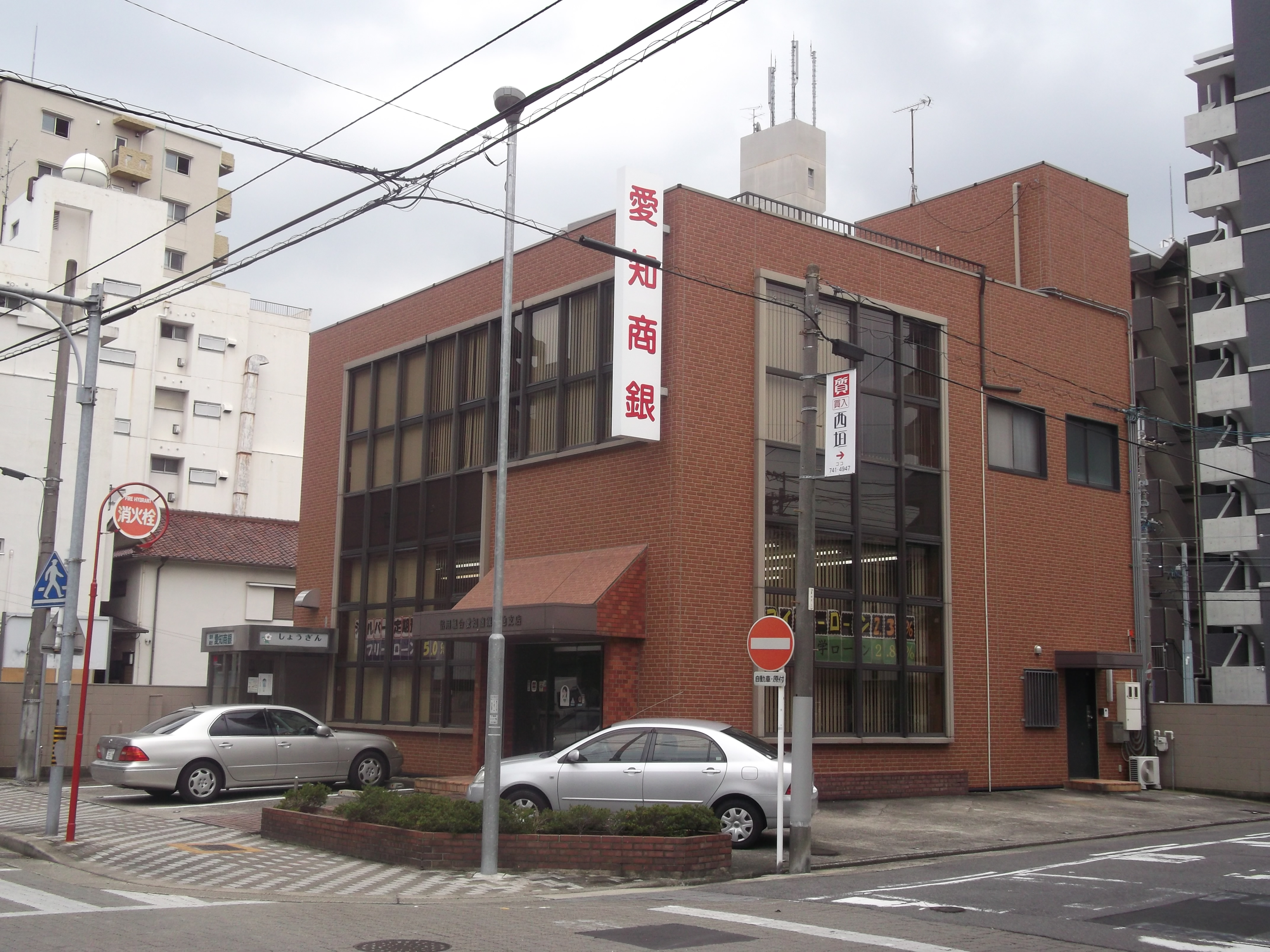
今池支店（2014年7月）

特記以外は全て愛知県内に所在している。括弧内は店舗番号である。
- 本店営業部 (001) 名古屋市中村区 : ATM設置店舗は当店のみである。
- 岡崎支店 (002) 岡崎市
- 一宮支店 (003) 一宮市
- 今池支店 (004) 名古屋市千種区
- 豊橋支店 (006) 豊橋市
- 柴田支店 (009) 名古屋市南区
- 春日井支店 (011) 春日井市
- 津支店 (021) 三重県津市